# Dalaba (prefektura)
Dalaba – prefektura w środkowej części Gwinei, w regionie Mamou. Zajmuje powierzchnię 3328 km². W 1996 roku liczyła ok. 137 tys. mieszkańców. Siedzibą administracyjną prefektury jest miejscowość Dalaba.